# Зеленогорский (Самарская область)
Зеленого́рский — посёлок в Елховском районе Самарской области. Входит в состав сельского поселения Никитинка.

## География
Посёлок находится на расстоянии примерно 12 км (по прямой) к северо-востоку от села Елховка, административного центра района.

### Часовой пояс
Посёлок Зеленогорский, как и вся Самарская область, находится в часовой зоне МСК+1. Смещение применяемого времени относительно UTC составляет +4:00.

## История
Посёлок основан в период 1910—1912 годов. Впервые упоминается в 1912 году.

## Население
| 2010 | 2011 | 2012 | 2013 | 2014 |
| ---- | ---- | ---- | ---- | ---- |
| 126  | ↗129 | ↗147 | →147 | ↘142 |

### Национальный состав
Согласно результатам переписи 2002 года, в национальной структуре населения русские составляли 79 % из 149 чел.